# Portland (Pennsylvania)
Portland è un comune degli Stati Uniti d'America, nella Contea di Northampton, nello Stato della Pennsylvania.
Conta una popolazione di 579 abitanti, nel censo del 2000 ed è stata fondata nel 1845.